# オーティス・エレベーティング鉄道

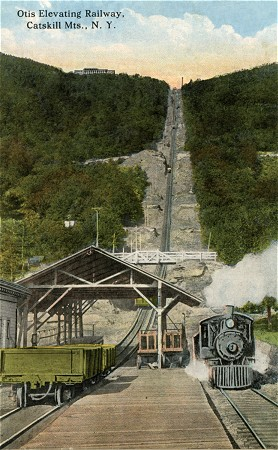
1904年の鉄道再建後のオーティス・ジャンクション駅。

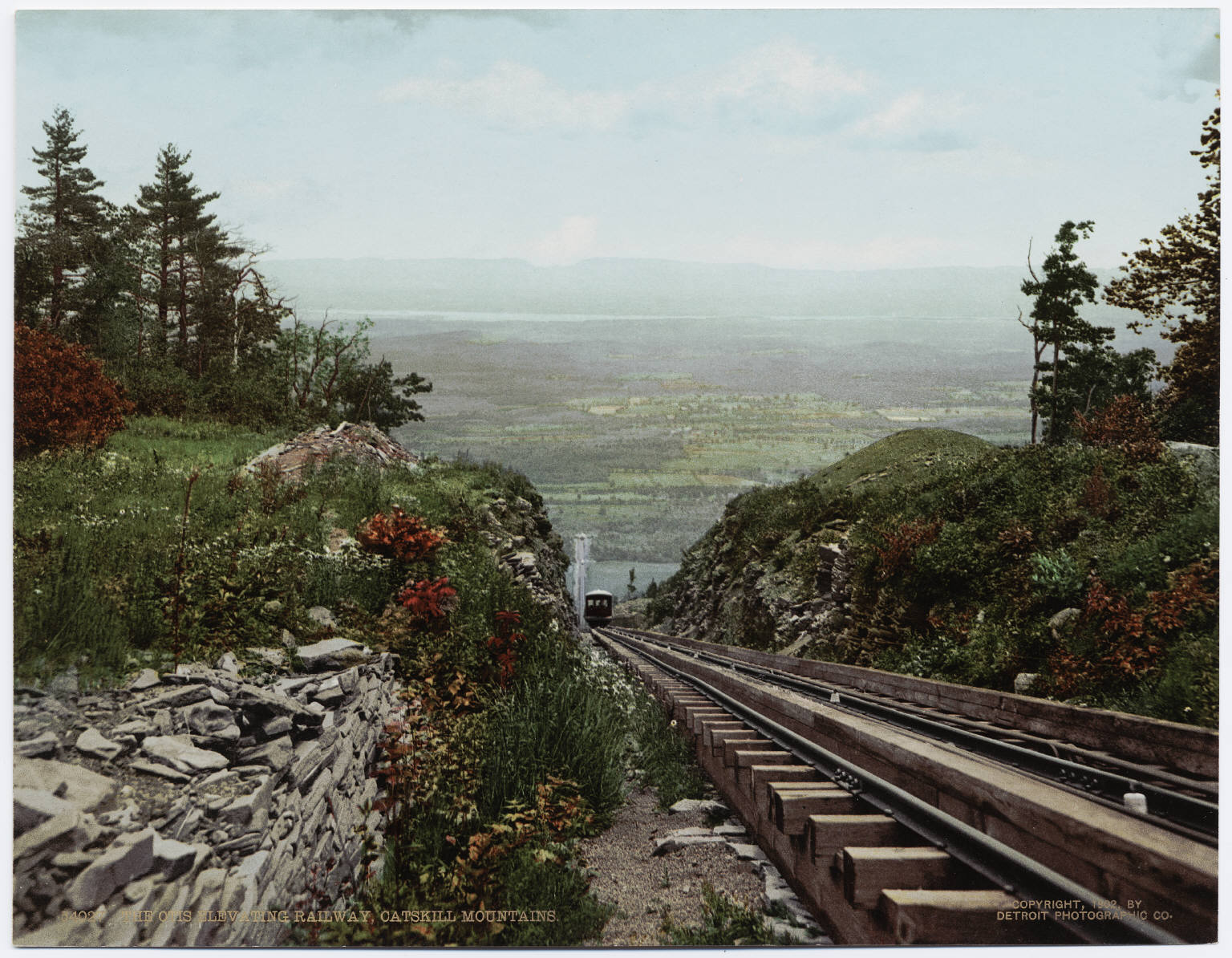
1900年のオーティス・エレベーティング鉄道。

オーティス・エレベーティング鉄道（オーティスエレベーティングてつどう、英: Otis Elevating Railway）は、かつてニューヨーク州パレンビルにあったキャッツキル・マウンテン・ハウスの914mm (3ft)狭軌鋼索鉄道である。

## 概要
その存在の最初の64年の間、キャッツキル・マウンテン・ハウスはハドソン上のキャッツキル・ランディングからの長い駅馬車だけがアクセス可能であった。
ホテル・カエータースキルとの競争激化に直面して、チャールズ・ビーチはマニトウの壁の上まで一直線の鋼索鉄道を築くためにオーティス・エレベータ・カンパニーを雇い、カエータースキル鉄道によって役目が果たされた。
1892年8月7日に開業し、路線は497m (1,630ft)の上昇による延長2,134m (7,000ft)、34%の最大縦断勾配および12%の平均縦断勾配であった。
1904年に、当路線は短縮され、下架台が除去された。
ケーブルに引っ掛け機構を有する車両であり、山の上で特注の客車をケーブルで引き上げていた。
システムのバランスをとるために、2両の車両があった。
車両は、1892年にジャクソン・アンド・シャープ社によって製造され、各車両は75人の乗客が着席可能であった。
車両は、「リッカーソン (Rickerson) 」および「ヴァン・サントヴォード (Van Santvoord) 」と命名された。
小型の屋根なし手荷物車両は、各客車の下り坂側に連結された。
ケーブルは、ケーブルを駆動させる歯車のセットを回転させた、2つのハミルトン・コーリス蒸気エンジンによって牽引された。
各エンジンとも、直径304.8mm (12in) のボアおよび762mm (30in)のストロークを有していた。
蒸気は、2つのマニング・パテントの垂直管状ボイラーより供給された。
1つの車両が傾斜の底から上昇したように、他の車は傾斜の上から降りていった。
トラックが2つに分割された途中に通過トラックがあり、その後再結合していた。
これによって、通過トラックの上下にセンターレールを共有していたため、車両が衝突することなくすれ違うことができた。
オーティス鉄道およびキャッツキル・マウンテン鉄道は、サミット駅でのキャッツキル・アンド・タナーズビル鉄道およびジャンクション駅でのキャッツキル・マウンテン鉄道の両方で、数両の貨車を交換可能としていた。
貨車は、車両長6.71m (22ft)であり、5または8米トン（4.46または7.14英トン、4.54または7.26t）の容量があった。
1つの車両は、客車の下に連結して、一度に運ぶことができた。
有蓋車は、オーティス鉄道1、オーティス鉄道2、キャッツキル・マウンテン鉄道17、およびキャッツキル・マウンテン鉄道18。
無蓋車は、オーティス鉄道3、オーティス鉄道4、キャッツキル・マウンテン鉄道15、およびキャッツキル・マウンテン鉄道16。
運行中において、1つの貨車は屋根なし手荷物車両の下り側に連結することができた。
オーティス・ジャンクション駅（右上の1904年再建直後の写真）では、オーティスをキャッツキル・ランディングおよびニューヨーク州パレンビル間の24km (15mi)の鉄道である、キャッツキル・マウンテン鉄道に接続していた。
上にあるオーティス・サミット駅では、タナーズビルに8.4km (5.2mi)走行していた、キャッツキル・アンド・タナーズビル鉄道に接続していた。
1918年に、3つのすべての鉄道は閉鎖され、かつ解体のために売却された。
2つの車両は、今日まで生き残っている。
鉄道が廃棄されたすぐ後、客車は現在ルックアウト・マウンテン・インクライン鉄道を取り扱っている、ルックアウト山に出荷された。

## 駅一覧
- オーティス・ジャンクション駅（英語版）
- オーティス・サミット駅（英語版）